# Soyeon Lee
Soyeon Kate Lee (née en 1979) est une pianiste classique américaine d'origine coréenne qui vit actuellement à New York, aux États-Unis. 

## Petite enfance et éducation
Née à Séoul, en Corée du Sud, Soyeon Kate Lee a déménagé aux États-Unis à l'âge de 9 ans. Les premières études de Lee ont été menées par Marina di Pretoro, enseignante de Roumanie, et par Victoria Mushkatkol à l'Académie des arts Interlochen. Elle est diplômée de l'Académie des arts Interlochen avec les plus hautes distinctions en musique. Elle a poursuivi ses études à la Juilliard School avec Jerome Lowenthal et Robert McDonald, obtenant ses diplômes de baccalauréat, de maîtrise et d'artiste. Durant ses études à Juilliard, elle a remporté le concours de concerto de l'école, le concours de piano Gina Bachauer, le prix Helen Fay, le prix Arthur Rubinstein et le prix Petschek Piano Debut. Elle a également été lauréate du Concours international de piano Paloma O'Shea 2002 à Santander, en Cantabrie, en Espagne. 
Elle poursuit ses études de doctorat au Graduate Center de la City University de New York, en collaboration avec Richard Goode et Ursula Oppens.

## Carrière professionnelle
Soyeon Lee donne son premier récital à New York à l'Alice Tully Hall du Lincoln Center en tant que gagnante du prix Petschek de Juilliard en avril 2004. L'année suivante, elle donne un récital au Weill Hall de New York acclamé par la critique sous les auspices de Concert Artists Guild. Ce concert a propulsé sa carrière avec des engagements à travers les États-Unis. 
En 2008, elle attire l'attention des médias pour son concert sur l'éco-sensibilisation au Zankel Hall de Carnegie Hall, vêtue d'une robe de 5 000 sachets de jus de fruit
En 2012, Lee a rejoint la liste des membres de la Société de musique de chambre du Lincoln Center Two. 
Elle est actuellement représentée par Colbert Artists Management à New York. 

### Enseignement
Soyeon Lee est professeur adjoint de piano à l'Université de Cincinnati - Collège-Conservatoire de musique. 

## Prix
| Date       | prix               | attribué par                                                   | emplacement                   |
| ---------- | ------------------ | -------------------------------------------------------------- | ----------------------------- |
| 2001, 2002 | gros lot           | Juilliard Gina Bachauer Concours International de Piano        | Ville de New York             |
| 2002       | troisième prix     | Concours international de piano de Paloma O'Shea               | Santander, Cantabrie, Espagne |
| 2003       | deuxième prix      | Concours international de piano de Cleveland                   | Cleveland, Ohio, États-Unis   |
| 2004       | gagnant            | Auditions Internationales de la Guilde des Artistes de Concert | New York City, États-Unis     |
| 2009       | prix jeune artiste | Fondation d'enregistrement classique                           | New York City, États-Unis     |
| 2010       | premier prix,      | Concours international de piano de Naumburg                    | New York City, États-Unis     |

## Discographie
Soyeon Lee est une artiste qui enregistre sur Naxos Records. En 2006, Naxos publie son premier album : Domenico Scarlatti Complete Keyboard Sonatas, volume 8, acclamé par la critique. Son deuxième album, publié en 2013, comporte les transcriptions d'opéra de Franz Liszt. Elle a sorti deux autres CD  de musique pour piano de Scriabin. Elle enregistre également un album intitulé Re! Nvented sous Entertainment One, anciennement  KOCH Records, qui a remporté le Young Artist Award de la Classical Recording Foundation et a été plébiscité par l'industrie.

## Vie privée
Soyeon Lee réside à New York. Elle épouse le pianiste américano-israélien Ran Dank le 7 septembre 2013, après la fin de son précédent mariage avec Tom Szaky en 2008. Sa sœur cadette, Soeun Nikole Lee 이소은 est une chanteuse pop coréenne, avocate et auteure.